# Roland Bertranne

a Compétitions nationales et continentales officielles uniquement.

b Matchs officiels uniquement.
Roland Bertranne, né le 6 décembre 1949 à Ibos, dans les Hautes-Pyrénées, est un joueur français de rugby à XV qui évoluait aux postes de centre et d'ailier. Il joue la majorité de sa carrière au Stade bagnérais et est sélectionné en équipe de France.
Il fait partie de l'équipe qui remporte le Grand Chelem lors de l'édition de 1977, édition remportée avec seulement les quinze mêmes joueurs.
Il détient le record de sélections consécutives avec 46 matchs d'affilée disputés.

## Biographie
Roland Bertranne est né à Ibos, à côté de Tarbes. Il grandit dans le village, à proximité du stade de rugby, renommé en son nom 70 ans plus tard. Il commence le rugby a commencé à Ibos quand Pierre Comet et Denis Pecassou décide de créer une équipe juniors en 1966, dont il était le capitaine.

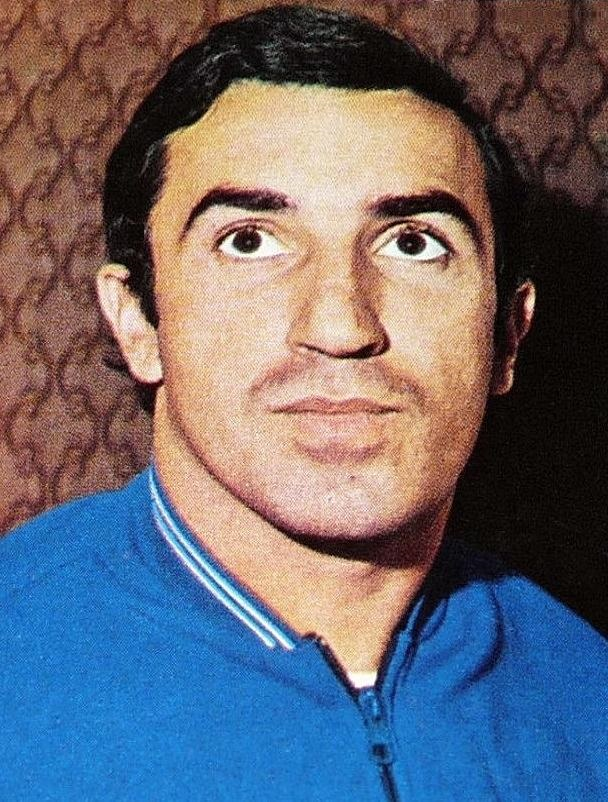
Jean Gachassin repère Roland Bertranne lors d'un match scolaire et l'invite à rejoindre le Stade bagnérais.

Lors d'un match scolaire au Lycée Victor-Duruy de Bagnères-de-Bigorre, il est repéré par Jean Gachassin, joueur international français. Celui-ci le fait venir au Stade bagnérais et l'aide à améliorer sa technique individuelle et sa gestuelle.
Il évolue au Stade bagnérais de 1969 à 1983 (avec une escapade d'une saison en 1972-1973 à Toulon).
Il connaît sa première sélection en équipe de France le 27 février 1971 contre l'équipe d'Angleterre.
Il participe ensuite notamment à la victoire de l'équipe de France contre la Nouvelle-Zélande en 1973, marquant la deuxième essai français.
Il fait partie de l'équipe qui remporte le Grand Chelem lors de l'édition de 1977, édition remportée avec seulement les quinze mêmes joueurs.
Il détient le record de sélections consécutives avec 46 sélections cumulées sur les 69 qu'il cumulent à la fin de sa carrière. Il participe à 11 Tournoi des Cinq Nations d'affilée.
Il participe à deux finales du championnat de France de rugby à XV en 1979 et 1981. Il est titulaire au centre aux côtés de Pierre Rispal et capitaine. les bagnérais s'inclinent 10 à 0 face au RC Narbonne puis 22 à 13 face AS Béziers deux ans plus tard.
En novembre 1981, il décide de mettre un terme à sa carrière internationale. Amateur de course automobile, il participe aussi au Rallye Paris-Dakar en 1982 dont il termine à la 6e place. Il part avec un pilote biarrot, Georges Debussy, qui fournit la voiture tandis que Shell, Courtepaille et le Midi olympique participent au financement du projet. Les deux hommes se partagent le volant sur le sable africain.
Roger Couderc l'avait surnommé Le petit taureau furieux.
Il fait ensuite partie du Comité de sélection à la fin des années 1980.
Il est co-président du Stade bagnérais rugby de 2015 à 2018,.

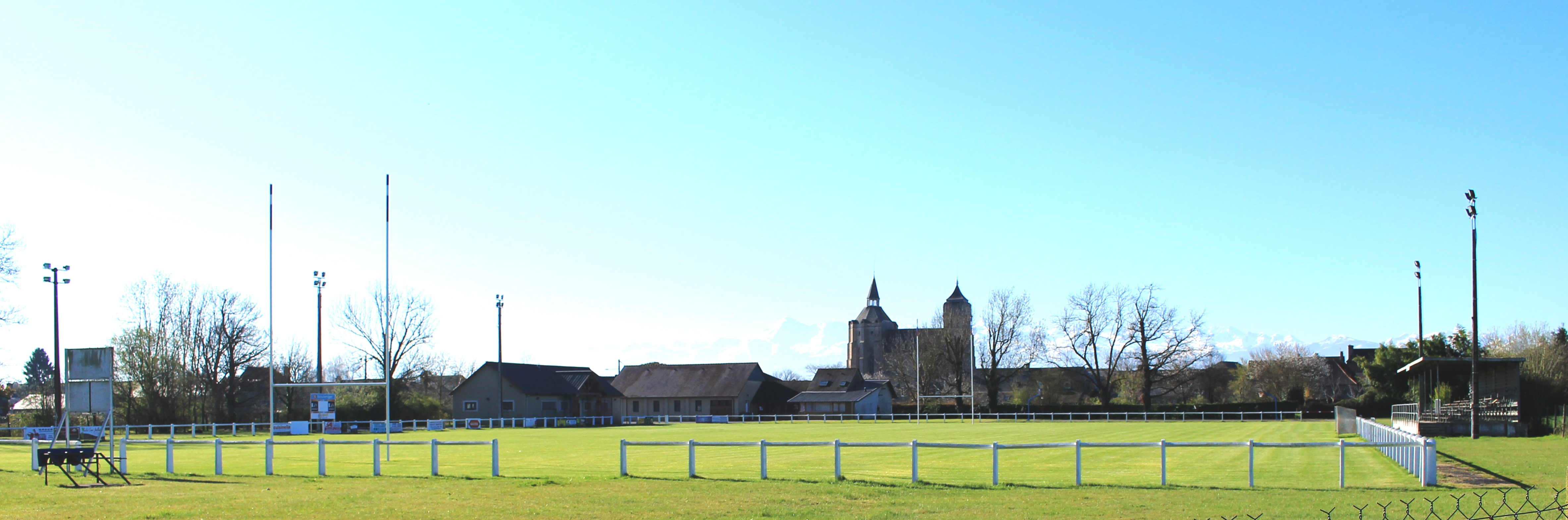
Le Stade Roland-Bertranne à Ibos.

En 2022, le stade de rugby d'Ibos est renommé en son nom. Une journée de célébration est organisée avec la présence de ses anciens coéquipiers et de nombreux internationaux français.

## Palmarès

### En club
- Championnat de France de première division :
  - Vice-champion (2) : 1979 et 1981

### En équipe nationale
- 69 sélections avec l'équipe de France entre 1971 et 1981 (longtemps recordman, il reste le joueur sélectionné le plus grand nombre de fois consécutivement, avec 46 capes, devant Philippe Sella à 45)
- 17 essais (66 points)
- Sélections par année : 5 en 1971, 2 en 1972, 4 en 1973, 9 en 1974, 9 en 1975, 8 en 1976, 9 en 1977, 5 en 1978, 5 en 1979, 6 en 1980, 7 en 1981
- Tournois des Cinq Nations disputés : 1971, 1972, 1973, 1974, 1975, 1976, 1977, 1978, 1979, 1980, 1981 (soit onze participations consécutives)
- Grand chelem : 1977, 1981
- 7 tournées : Afrique du Sud en 1971, 1975 et 1980, Argentine en 1974 et 1977, États-Unis en 1976, et Australie en 1981
- Sélectionné dans l'équipe des Barbarians britanniques
- 1 sélection dans l'équipe du « reste du monde », pour les 100 ans de la RFU (Home Union anglaise) en 1971 (avec Villepreux et Cester)

## Style
Moins élancé que certains de ses camarades en équipe de France à son époque, il est un trois quart centre d'un nouveau genre, plus physique, ce qui le différenciait de la génération précédente, plus romantique, plus délicate, plus célébrée par les hommes de plume.

## Décorations
- Chevalier de l'ordre national du Mérite (décret du 14 mai 2010)[10]